# Muntrilj
Muntrilj is een plaats in de gemeente Tinjan in de Kroatische provincie Istrië. De plaats telt 86 inwoners (2001).